# Mencía de Mendoza
Mencía de Mendoza (Jadraque, Castella-la Manxa, 30 de novembre de 1508 – València, 4 de gener de 1554), fou una noble i política castellana, deixebla de l'humanista Lluís Vives. Virreina de València, mecenes i col·leccionista d'art, és considerada la dona més culta de la seva època.

## Biografia
Era filla de Rodrigo Díaz de Vivar i Mendoza (Comte del Cid i primer Marquès de Cenete) i María de Fonseca i Toledo. Nasqué a Jadraque (Guadalajara), però molt prompte marxaria a La Calahorra (Granada) i, més tard, a Aiora (València).

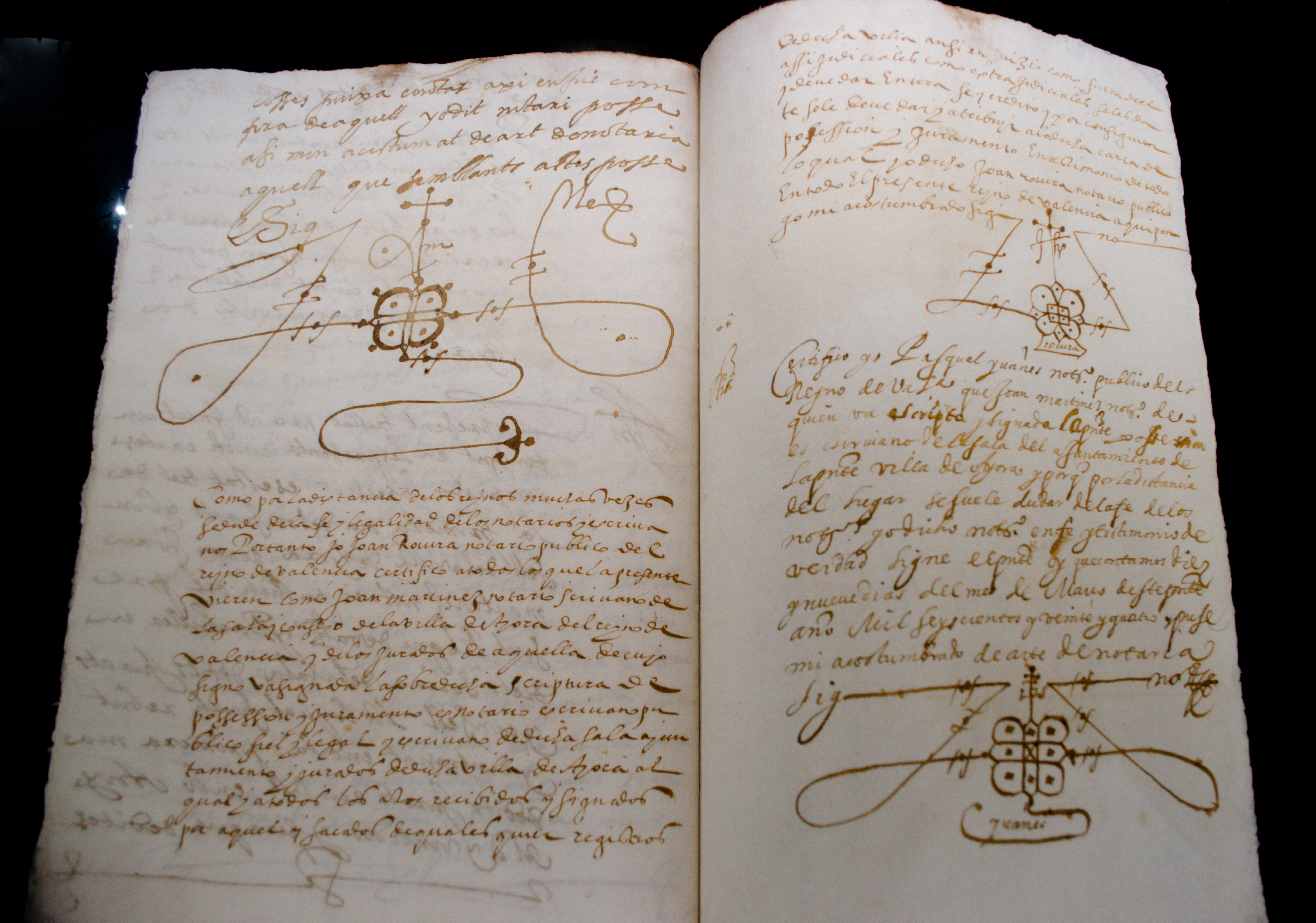
Acta de possessió i jurament de la vila d'Aiora a Mencía de Mendoza, l'any 1522

Succeí a son pare als catorze anys, heretant una gran fortuna procedent de la seua poderosa família, els Mendoza, això feu que es convertira en una de les pretendents més desitjades. La casaren amb personatges de la Cort de l'emperador Carles V, primer es pensà en Fernando Álvarez de Toledo, però el seu primer matrimoni fou amb Enric III de Nassau-Dillenburg, vescomte d'Anvers i senyor de Breda, amb qui es casà el 1524 a Burgos. Es quedaren a Castella mentre es renovava el castell de Breda, per Rombout II Keldermans, seguint les idees del matrimoni de convertir un palau medieval en un de renaixentista. El 1530 es traslladaren a Breda i Mencía, educada en la Cort, va fer del castell un lloc d'encontre per a artistes i humanistes. Allà convidà humanistes com el valencià Joan Lluís Vives, pintors com Jan van Scorel i Bernard van Orley, a més de reunir-hi una col·lecció pictòrica important, amb pintors com Hieronymus Bosch inclòs. El mateix feu amb la literatura, escrivint ella mateixa en grec, llatí i holandès. També emprengué obres importants, com ara l'ampliació del castell dirigida per un bolonyès, la decoració de la Capella del Príncep (Prinsenkapel) i de l'Església de Nostra Senyora de Breda, on es troba aquesta capella.
Quan Enric morí el 1538 i el seu fill Renat de Chalon el succeí com a Senyor de Breda, Mencía abandonà els Països Baixos. Retornada a la Península, es tornà a casar el 1541 amb Ferran d'Aragó, duc de Calàbria (virrei de València i vidu de Germana de Foix) amb qui s'instal·là a València.
A València, com a virreina consort, continuà la seua tasca com a mecenes, enfortint els contactes culturals de València amb els Països Baixos. Continuà amb la seua col·lecció d'art, demanant al seu agent d'Anvers, Arnoa del Plano, que li enviara noves obres de Hieronymus Bosch. Una d'aquestes és del Tríptic de la Passió, actualment conservat al Museu de Belles Arts de València. Després de la seua mort passà per disposició testamentària a la Capella dels Reis del Convent de Sant Doménec, després d'haver estat al castell d'Aiora, i amb les desamortitzacions passà al referit museu.
Mencía de Mendoza morí sense descendents. Escollí ser soterrada amb una senzilla làpida als peus del sepulcre dels seus pares a la Capella dels Reis del Convent de Sant Doménec de València.